# Darchan
Darchan je třetím největším městem Mongolska a hlavním městem Darchanúlského ajmagu. Má 75 494 obyvatel (2011). Město bylo postaveno za vydatné pomocí SSSR. Protože se nachází poměrně blízko hranic s Ruskem, žije v něm významná ruská menšina.

## Družební města
- Irving, Texas, USA
- Kaposvár, Maďarsko
- Ulan-Ude, Rusko
- Dimitrovgrad, Bulharsko [2]